# 前锋镇 (云浮市)
前锋镇，是中华人民共和国广东省云浮市云城区下辖的一个乡镇级行政单位。
2014年9月9日，国务院批复同意广东省调整云浮市部分行政区划，将原云安县的前锋镇划归云城区管辖。

## 行政区划
前锋镇下辖以下地区：
前锋社区、前锋村、罗坪村、罗坤村、梵蓬村、崖楼村、矮岭村、横山村、围仔村、增村、石门村和黄沙村。